# Baía das Pipas
Baía das Pipas är en vik i Angola.   Den ligger i provinsen Namibe, i den västra delen av landet, 700 kilometer söder om huvudstaden Luanda.
Trakten runt Baía das Pipas är ofruktbar med lite eller ingen växtlighet. Runt Baía das Pipas är det mycket glesbefolkat, med 2 invånare per kvadratkilometer.